# Mehrdad Oladi
Mehrdad Oladi (Perzisch: مهرداد اولادی, Qaem Shahr, 25 mei 1985) is een Iraanse voetballer die onder contract staat bij Naft Tehran FC. Hij speelt als aanvaller.

## Clubcarrière
Oladi begon zijn carrière bij Persepolis FC, waar hij in de jeugdopleiding zat. In 2006 vertrok hij naar Al-Shabab in Dubai, eerst op huurbasis. In 2007 werd hij weer verhuurd aan zijn oude club Persepolis. In 2009 vertrok hij naar Malavan FC. Met die club haalde hij de finale van de Hafzi Cup. In het seizoen 2010/11 werd hij met 15 goals topscorer van zijn ploeg. In de vier wedstrijden die hij speelde in de Hafzi Cup scoorde hij vijf keer. Na twee seizoenen bij Malavan vertrok hij voor een seizoen naar Persepolis, waar hij ingezet werd als vleugelspeler. Toen keerde Oladi weer terug naar Malavan. Ook daar bleef hij maar een seizoen. In de zomer van 2013 tekende hij namelijk een contract bij Naft Tehran FC.

## Interlandcarrière
Oladi nam in 2004 met Iran onder de 20 deel aan het AFC Jeugdkampioenschap voetbal. Op dat toernooi scoorde hij vier keer in de met 6-2 gewonnen wedstrijd tegen Indonesië. In 2006 werd hij opgeroepen voor Iran onder de 23, voor de Aziatische spelen. Op 3 september 2010 debuteerde Oladi voor het Iraans voetbalelftal, in de wedstrijd tegen China. Zijn enige goal voor het nationale elftal maakte hij op 24 september dat jaar, tegen Bahrein. In de 47e minuut van de groepswedstrijd op de West-Azië Cup besliste hij de eindstand op 0–3.
| Interlands van Mehrdad Oladi | Interlands van Mehrdad Oladi | Interlands van Mehrdad Oladi | Interlands van Mehrdad Oladi | Interlands van Mehrdad Oladi | Interlands van Mehrdad Oladi | Interlands van Mehrdad Oladi |
| №                            | Datum                        | Wedstrijd                    | Uitslag                      | Soort wedstrijd              | Doelpunten                   |                              |
| Als speler bij Malavan FC    | Als speler bij Malavan FC    | Als speler bij Malavan FC    | Als speler bij Malavan FC    | Als speler bij Malavan FC    | Als speler bij Malavan FC    | Als speler bij Malavan FC    |
| ---------------------------- | ---------------------------- | ---------------------------- | ---------------------------- | ---------------------------- | ---------------------------- | ---------------------------- |
| 1.                           | 3 september 2010             | China – Iran                 | 0 – 2                        | Vriendschappelijk            | 0                            |                              |
| 2.                           | 7 september 2010             | Zuid-Korea – Iran            | 0 – 1                        | Vriendschappelijk            | 0                            |                              |
| 3.                           | 24 september 2010            | Bahrein – Iran               | 0 – 3                        | West-Azië Cup                | 1                            |                              |
| 4.                           | 28 september 2010            | Oman – Iran                  | 2 – 2                        | West-Azië Cup                | 0                            |                              |
| 5.                           | 1 oktober 2010               | Irak – Iran                  | 1 – 2                        | West-Azië Cup                | 0                            |                              |
| 6.                           | 3 oktober 2010               | Koeweit – Iran               | 2 – 1                        | West-Azië Cup                | 0                            |                              |
| 7.                           | 17 juli 2011                 | Iran – Madagaskar            | 1 – 0                        | Vriendschappelijk            | 0                            |                              |
| 8.                           | 9 december 2012              | Saoedi-Arabië – Iran         | 0 – 0                        | West-Azië Cup                | 0                            |                              |
| 9.                           | 12 december 2012             | Iran – Bahrein               | 0 – 0                        | West-Azië Cup                | 0                            |                              |
| 10.                          | 15 december 2012             | Jemen – Iran                 | 1 – 2                        | West-Azië Cup                | 0                            |                              |
| 11.                          | 6 februari 2013              | Iran – Libanon               | 5 – 0                        | Kwalificatie Azië Cup 2015   | 0                            |                              |
| 12.                          | 26 maart 2013                | Koeweit – Iran               | 1 – 1                        | Vriendschappelijk            | 0                            |                              |
| 13.                          | 22 mei 2013                  | Oman – Iran                  | 3 – 1                        | Vriendschappelijk            | 0                            |                              |

Bijgewerkt t/m 20 augustus 2013

## Statistieken
| Seizoen         | Club            |                                       | Competitie      | Competitie | Competitie | Beker | Beker | Internationaal | Internationaal | Totaal | Totaal |
| Seizoen         | Club            | Wed.                                  | Competitie      | Dlp.       | Wed.       | Dlp.  | Wed.  | Dlp.           | Wed.           | Dlp.   |        |
| --------------- | --------------- | ------------------------------------- | --------------- | ---------- | ---------- | ----- | ----- | -------------- | -------------- | ------ | ------ |
| 2003/04         | Persepolis FC   | Vlag van Iran                         | Iran Pro League | 5          | 0          | -     | -     | -              | -              | 5      | 0      |
| 2004/05         | Persepolis FC   | Vlag van Iran                         | Iran Pro League | 22         | 8          | -     | -     | -              | -              | 22     | 8      |
| 2005/06         | Persepolis FC   | Vlag van Iran                         | Iran Pro League | 16         | 1          | -     | -     | -              | -              | 16     | 1      |
| Club totaal     | Club totaal     | Club totaal                           | Club totaal     | 43         | 9          | -     | -     | -              | -              | 43     | 9      |
| 2005/06         | Al-Shabab       | Vlag van Verenigde Arabische Emiraten | VAE Liga        | 7          | 0          | -     | -     | -              | -              | 7      | 0      |
| 2006/07         | Al-Shabab       | Vlag van Verenigde Arabische Emiraten | VAE Liga        | 11         | 3          | -     | -     | -              | -              | 11     | 3      |
| Club totaal     | Club totaal     | Club totaal                           | Club totaal     | 18         | 3          | -     | -     | -              | -              | 18     | 3      |
| 2006/07         | Persepolis FC   | Vlag van Iran                         | Iran Pro League | 9          | 3          | 1     | 0     | -              | -              | 10     | 3      |
| Club totaal     | Club totaal     | Club totaal                           | Club totaal     | 52         | 12         | 1     | 0     | -              | -              | 53     | 12     |
| 2008/09         | Al-Shabab       | Vlag van Verenigde Arabische Emiraten | VAE Liga        | 18         | 7          | 4     | 1     | 5              | 0              | 27     | 8      |
| Club totaal     | Club totaal     | Club totaal                           | Club totaal     | 36         | 10         | 4     | 1     | 5              | 0              | 45     | 11     |
| 2009/10         | Malavan FC      | Vlag van Iran                         | Iran Pro League | 7          | 2          | 1     | 2     | -              | -              | 8      | 4      |
| 2010/11         | Malavan FC      | Vlag van Iran                         | Iran Pro League | 25         | 14         | 6     | 6     | -              | -              | 31     | 20     |
| Club totaal     | Club totaal     | Club totaal                           | Club totaal     | 32         | 16         | 7     | 8     | -              | -              | 39     | 24     |
| 2011/12         | Persepolis FC   | Vlag van Iran                         | Iran Pro League | 17         | 1          | 1     | 0     | 0              | 0              | 18     | 1      |
| Club totaal     | Club totaal     | Club totaal                           | Club totaal     | 69         | 13         | 2     | 0     | 0              | 0              | 71     | 13     |
| 2012/13         | Malavan FC      | Vlag van Iran                         | Iran Pro League | 24         | 3          | 0     | 0     | -              | -              | 24     | 3      |
| Club totaal     | Club totaal     | Club totaal                           | Club totaal     | 56         | 19         | 7     | 8     | -              | -              | 63     | 27     |
| 2013/14         | Naft Tehran FC  | Vlag van Iran                         | Iran Pro League | 8          | 1          | -     | -     | -              | -              | 8      | 1      |
| Club totaal     | Club totaal     | Club totaal                           | Club totaal     | 8          | 1          | -     | -     | -              | -              | 8      | 1      |
| Carrière totaal | Carrière totaal | Carrière totaal                       | Carrière totaal | 169        | 43         | 13    | 9     | 5              | 0              | 187    | 52     |

Bijgewerkt tot en met 5 oktober 2013.